# Lätarekirche (München)

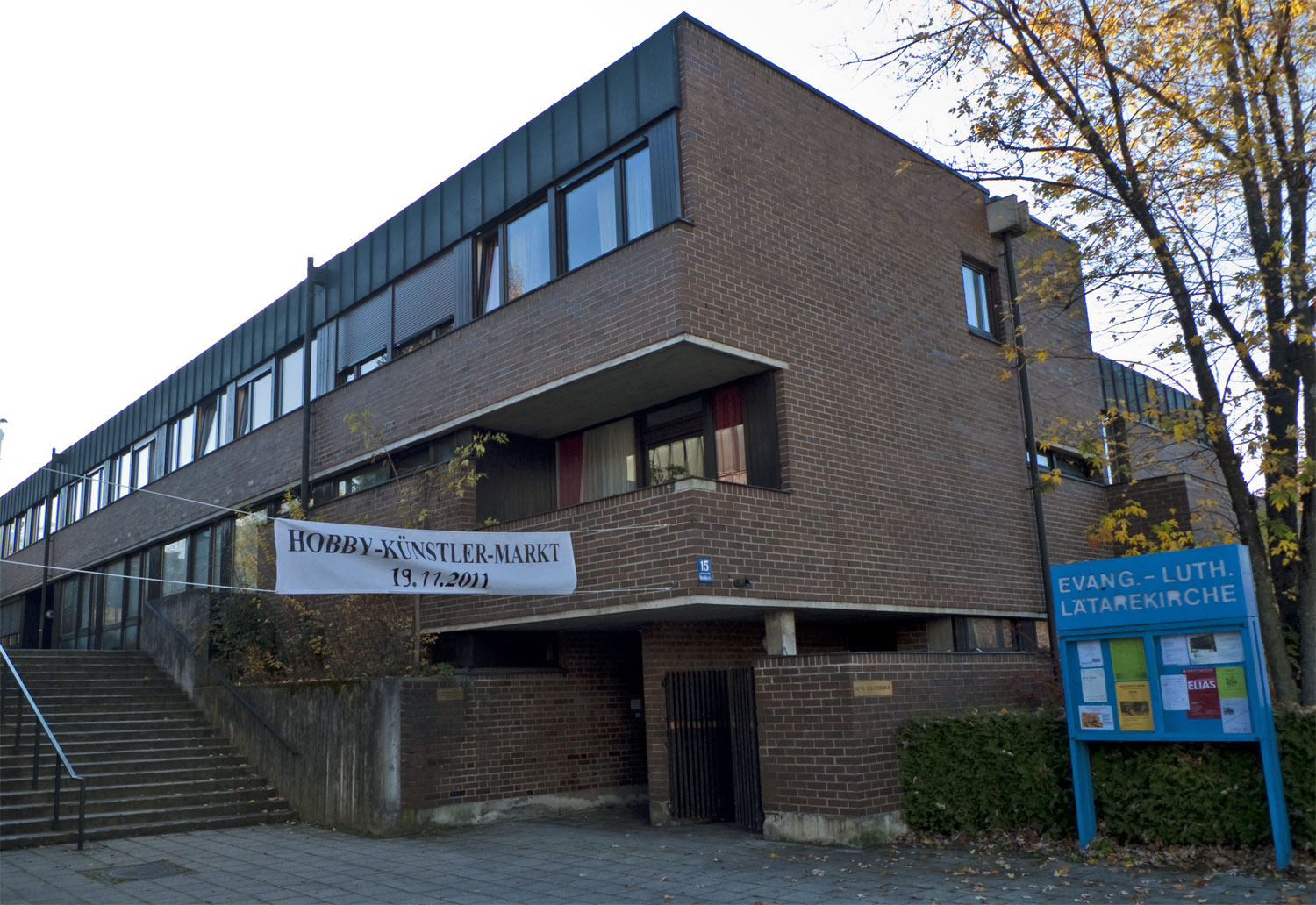
Lätarekirche

Die Lätarekirche ist ein evangelisch-lutherisches Kirchengebäude. Es befindet sich in der Quiddestraße 15 des Münchner Stadtteils Neuperlach.

## Geschichte

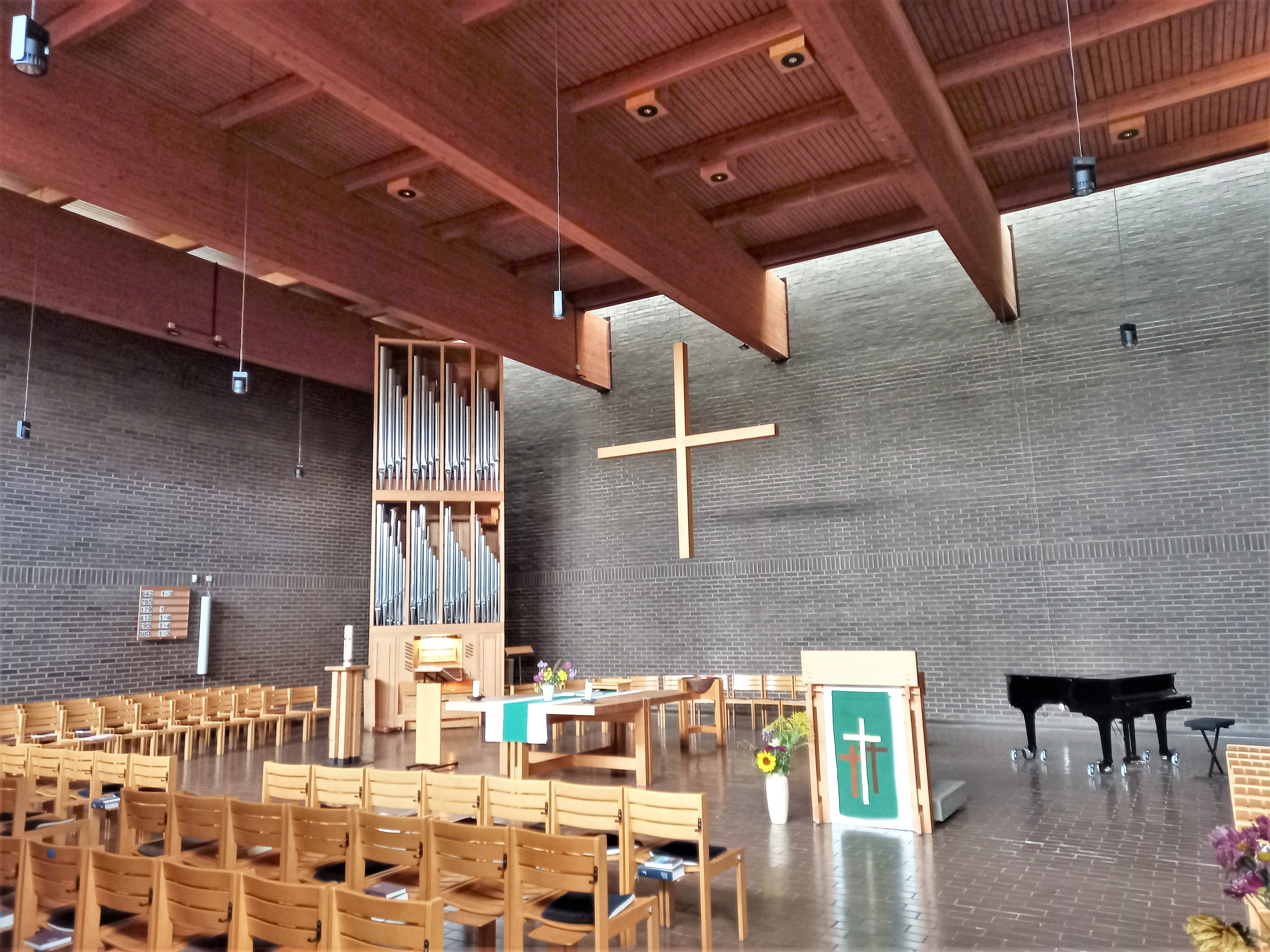
Innenraum mit Orgel

Das starke Bevölkerungszuwachstum in Neuperlach in den 1960er und 1970er Jahren machte den Bau einer neuen Kirche notwendig. Sie wurde am 18. Juli 1971 durch Georg Lanzenstiel eingeweiht. Den Namen Lätare bekam die Kirche durch den Kirchenvorstand von St. Paulus, der damals die Entstehung der Gemeinde begleitet hat.

## Kirchengebäude und Ausstattung
Der Backsteinbau sollte kein traditioneller Sakralbau werden, sondern symbolisiert mehr „ein Zelt für das wandernde Gottesvolk“. Daher wurde auch auf einen Kirchturm und auf Glocken verzichtet. Die Ausstattung ist bewusst sehr schlicht gehalten. Prägnant ist das frei hängende Holzkreuz.

## Orgel

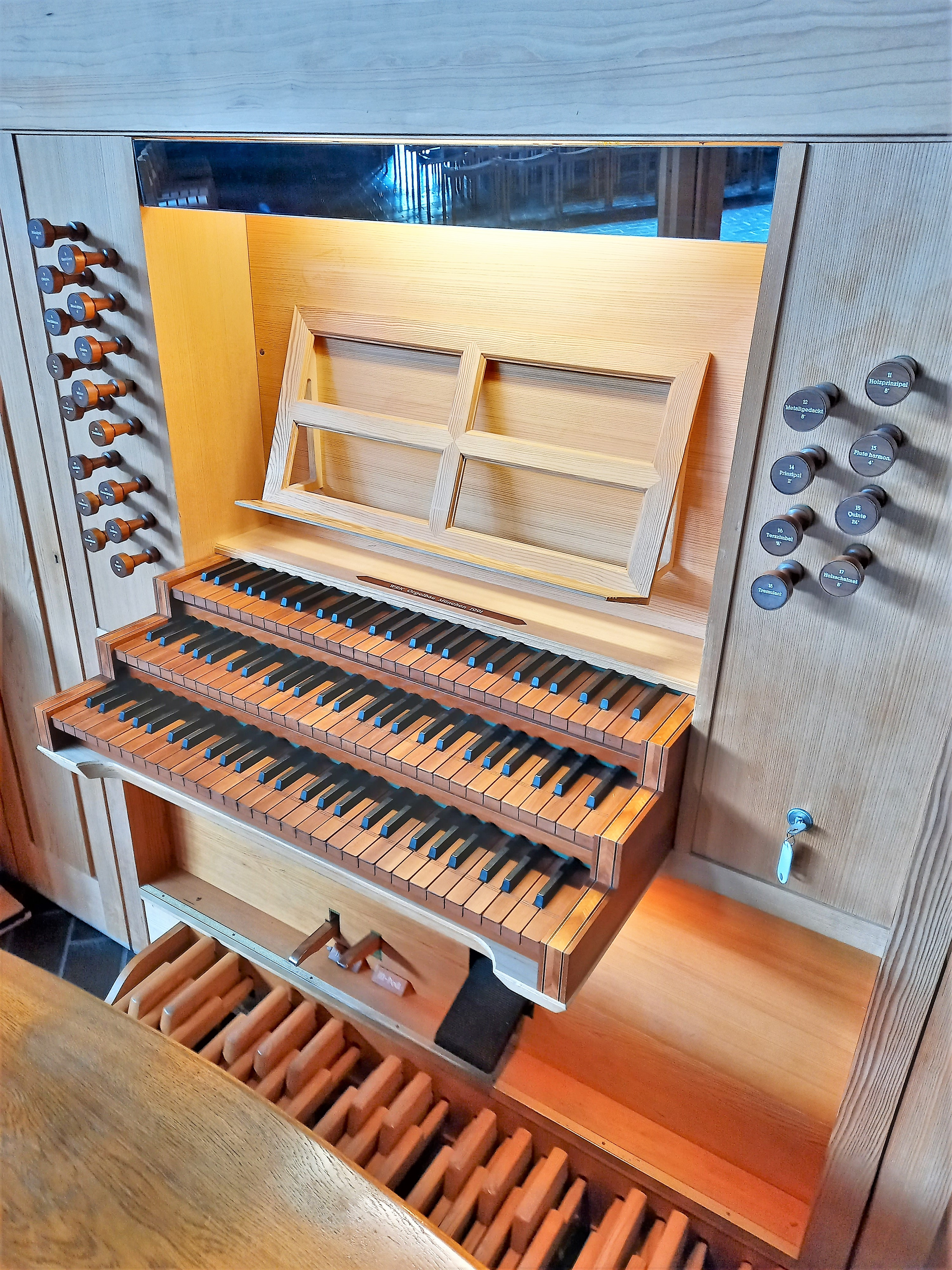
Spieltisch

1971 erhielt die Kirche von der bayrischen Landeskirche eine Leihorgel der Firma Steinmeyer mit fünf Registern. Ab 1986 wurden Spenden für eine geplante elektronische Orgel gesammelt. Durch erfolgreiche Spendenaktionen konnte der Kirchenvorstand eine Pfeifenorgel in Auftrag geben.
Das rein mechanische Schleifladeninstrument wurde 1991 von der Firma WKR gebaut, verfügt über 22 Register auf drei Manuale und Pedal. Das erste Manual dient als Koppelmanual. Die Disposition lautet:
| I Koppelmanual C–g3 |

| II Hauptwerk C–g3 |        |
| Prinzipal         | 8′     |
| Gemshorn          | 8′     |
| Oktave            | 4′     |
| Blockflöte        | 4′     |
| Quinte            | 2 ⁄3′  |
| Nachthorn         | 2′     |
| Terz              | 1 3⁄5′ |
| Mixtur IV         | 1 ⁄3′  |
| Trompete          | 8′     |
| Tremulant         |        |

| III Schwellwerk C–g3 |       |
| Holzprinzipal        | 8′    |
| Metallgedackt        | 8′    |
| Flûte harmonique     | 4′    |
| Prinzipal            | 2′    |
| Quinte               | 1 ⁄3′ |
| Terzzimbel III       | 1⁄2′  |
| Holzschalmei         | 8′    |
| Tremulant            |       |

| Pedal C–f3    |     |
| Subbaß        | 16′ |
| Oktavbaß      | 08′ |
| Gedecktbaß    | 08′ |
| Dolkan        | 04′ |
| Rauschbaß III | 04′ |
| Fagott        | 16′ |

- Koppeln: II/P, III/P